# ウィリアム・シーモア (第2代サマセット公)
第2代サマセット公爵ウィリアム・シーモア（英語: William Seymour, 2nd Duke of Somerset, KG, KB, PC, 1588年 - 1660年10月24日）は、イングランドの貴族、政治家。
初代サマセット公エドワード・シーモアの曽孫にあたり、清教徒革命（イングランド内戦）で王党派として行動、1660年の王政復古に際して1552年の曽祖父の処刑によって剥奪されていたサマセット公爵位の復権を認められた。

## 経歴

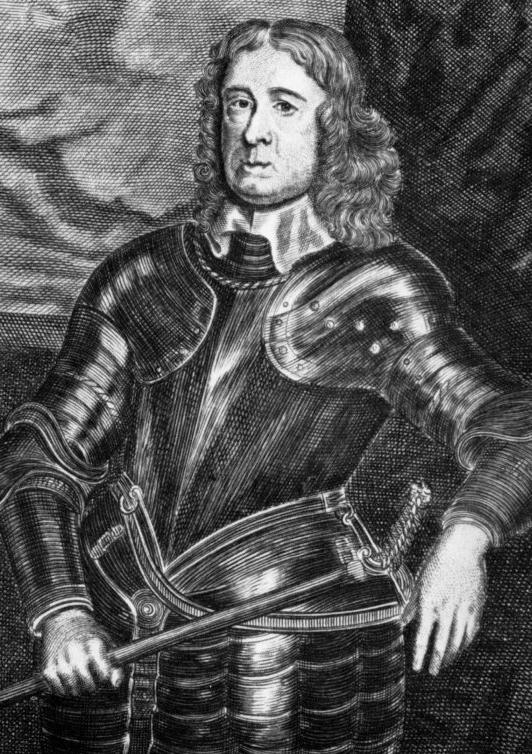
第2代サマセット公を描いた絵画

1588年にビーチャム卿（儀礼称号）エドワード・シーモアとその妻ホノラ（旧姓ロジャーズ）の間の次男として生まれる。父は初代ハートフォード伯エドワード・シーモアの長男だが、1612年にハートフォード伯に先だって死去している。
1610年にはスコットランド女王メアリーの王配ダーンリー卿ヘンリー・ステュアートの弟である初代レノックス伯爵チャールズ・ステュアートの娘アラベラと恋に落ちて秘密結婚した。しかし当時のウィリアムには兄エドワードがあり、ハートフォード伯位を継承できるかどうかすら分からない立場だったのでこの恋愛は身分違いと考えられた。2人は大陸に駆け落ちしようとしたが、メアリーの息子かつアラベラの従兄に当たるイングランド王兼スコットランド王ジェームズ1世の勘気に触れ、アラベラは5年にもわたってロンドン塔に投獄されてそこで狂死した。一方ウィリアムは大陸へのがれることに成功し、しばらく大陸に滞在した。しかしアラベラが来ないことを知ると帰国を希望するようになり、アラベラの死の翌年の1616年に帰国を許された。
1617年には第2代エセックス伯爵ロバート・デヴァルーの娘フランセス（1599年 - 1679年）と再婚した。また1618年には兄が子供無く死去したため、ウィリアムが嫡男となっている。
1620年から1621年にかけての議会でマールバラ選挙区から選出されて庶民院議員を務める。1621年2月に繰上召集令状により祖父の爵位ビーチャム男爵位を継承して貴族院議員に列する。さらに同年4月6日に祖父が死去し、第2代ハートフォード伯爵位を継承した。
帰国後はステュアート朝に忠実に行動した。そのためジェームズ1世の息子チャールズ1世に重用され、1640年6月3日にはハートフォード侯爵に叙せられた。1641年には枢密顧問官に就任するとともに、同年から1643年まで皇太子チャールズ（後のチャールズ2世）の王室内務主事（Master of the Household）を務めた。1642年には南西・南ウェールズ総督、1643年には宮内官（Groom of the Stole）となる。
1643年から1647年までと1660年にはオックスフォード大学学長を務めた。
第一次イングランド内戦で王党派に属し、1642年にドーセットのシェアボーン城を守備していた。議会派のベッドフォード伯爵ウィリアム・ラッセルとデンジル・ホリスの攻撃を防ぎ、8月から9月までシェアボーン城を守ったが、イングランド南部の他の地域が議会派に落とされると後をラルフ・ホプトンに託して南ウェールズへ退去した。1643年1月にウェールズ兵からなる軍を率いてオックスフォードのチャールズ1世と合流、2月にチャールズ1世の甥ルパートとの共同作戦でシレンスターを急襲し落とした。
5月にコーンウォールからホプトンが東進するとルパートの弟モーリッツと共に合流を図り、議会派の軍人ウィリアム・ウォラーの妨害を切り抜け合流を果たし、救援を求めてオックスフォードへ急行し援軍をホプトンと合流させた。ハートフォード侯は強行軍で疲労困憊したため指揮を他人に譲ったが、この援軍が功を奏し7月13日のラウンドウェイ・ダウンの戦いでウォラー軍を破り王党派の勝利に貢献した。
ルパートのブリストル陥落後は彼との間に不和が生じ始めたが、それを察したチャールズ1世の命令でオックスフォードへ召還、戦闘から遠ざけられてからは政治に介入しルパートの妨害を企てたりしていた。また1645年1月にアクスブリッジで行われた議会派との和睦交渉にサウサンプトン伯爵トマス・リズリーらと共に出席したが、宗教問題で合意出来ず交渉は失敗に終わった。
王政復古後の1660年9月13日の議会法により、曾祖父の初代サマセット公の有していた爵位・サマセット公爵位とアッシュのシーモア男爵位の復権を認められた（1552年に曽祖父が処刑された際に剥奪されていた）。この時、ウスター侯エドワード・サマセットがサマセット公位を要求したがチャールズ2世に却下されている。
また1660年中にサマセット知事やウィルトシャー知事を務めた。
叙爵から1ヶ月後の10月24日にロンドン・コヴェント・ガーデンのエセックスハウスで死去した。爵位は孫のウィリアム・シーモアが継承した。

## 栄典

### 爵位
1621年2月に繰上勅書により祖父エドワード・シーモアから以下の爵位を継承。
- 第2代ビーチャム男爵（英語版） (2nd Baron Beauchamp)
（1559年1月13日の勅許状によるイングランド貴族爵位）

1621年4月6日の祖父エドワード・シーモアの死去により以下の爵位を継承。
- 第2代ハートフォード伯爵 (2nd Earl of Hertford)
（1559年1月13日の勅許状によるイングランド貴族爵位）

1640年6月3日に以下の爵位に新規に叙される。
- 初代ハートフォード侯爵 (1st Marquess of Hertford)
（勅許状によるイングランド貴族爵位）

1660年9月13日の議会法により曾祖父エドワード・シーモアが所持していた以下の爵位が復活。
- 第2代サマセット公爵 (2nd Duke of Somerset)
（1547年2月15日の勅許状によるイングランド貴族爵位）
- アッシュの第2代シーモア男爵 (2nd Baron Seymour of Hache)
（1547年2月15日の勅許状によるイングランド貴族爵位）

### 勲章
- 1616年、バス騎士団(勲章)ナイト（KB）[2]
- 1650年、ガーター騎士団(勲章)ナイト（KG）[2]

## 家族
1610年に初代レノックス伯爵チャールズ・ステュアートの娘アラベラと秘密結婚したが、国王ジェームズ1世に引き裂かれた。彼女との間に子供はなかった。
1617年に第2代エセックス伯爵ロバート・デヴァルーの娘フランセス（1599年 - 1679年）と再婚し、彼女との間に以下の4男3女を儲けた。
- 長男ウィリアム・シーモア（1621年 - 1642年） - 儀礼称号でビーチャム卿
- 次男ロバート・シーモア（1622年 - 1646年） - 儀礼称号でビーチャム卿
- 三男ヘンリー・シーモア（英語版）（1626年 - 1654年） - 儀礼称号でビーチャム卿。第3代サマセット公ウィリアム・シーモアの父
- 四男ジョン・シーモア（1646年 - 1675年） - 第4代サマセット公爵位を継承
- 長女フランセス・シーモア（1618年 - 1685年） - 3回結婚。最初の夫は第2代モリニュー子爵（英語版）リチャード・モリニュー（英語版）、二番目の夫は第4代サウサンプトン伯爵トマス・リズリー、三番目の夫は第2代ホルダーネス伯爵（英語版）コンヤーズ・ダーシー（英語版）
- 次女ジュディス・シーモア（1623年 - 1645年） - ピーター・ランソンと結婚
- 三女メアリー・シーモア（1637年 - 1673年） - 第3代ウィンチルシー伯爵ヘンエッジ・フィンチ（英語版）と結婚
- 四女ジェーン・シーモア（1637年 - 1679年） - 第3代ダンガーヴァン子爵チャールズ・ボイルと結婚